# ويلفريد لوريير
السير هنري تشارلز ويلفريد لوريير (20 نوفمبر 1841-17 فبراير 1919) حائز على وسام القديس ميخائيل والقديس جرجس برتبة فارس الصليب الكبير، وعضو في مجلس الملكة الخاص، ومستشار الملك، وهو سياسي ورجل دولة كندي شغل منصب رئيس الوزراء السابع لكندا، بقي في منصبه منذ 11 يوليو 1896 وحتى 6 أكتوبر 1911.
غالبًا ما يُعتبر لوريير أحد أعظم رجال الدولة في البلاد. وهو معروف جدًا بسياساته القائمة على المصالحة، وتوسيع الكونفدرالية، والتسوية بين الكنديين الفرنسيين والكنديين الإنجليز. كانت رؤيته حول كندا أرضًا للحرية الفردية والفدرالية اللامركزية. فاوض أيضًا من أجل شراكة إنجليزية فرنسية في كندا. قال: «أمامي كعمود من النار، السياسة الوطنية الكندية الحقيقية، والاعتدال، والمصالحة». دافع بحماس عن الحرية الفردية وقال: «كندا حرة والحرية هي جنسيتها، ولا شيء يمنعني من مواصلة مهمتي في الحفاظ على حريتنا المدنية بأي ثمن». حظي لوريير أيضًا بتقدير كبير لجهوده في تأسيس كندا كدولة مستقلة داخل الإمبراطورية البريطانية، وأيد استمرار الإمبراطورية إذا استندت على «الحرية السياسية والتجارية المطلقة». بالإضافة إلى ذلك، كان قوميًا متشددًا، وفاوض من أجل كندا أكثر تنافسية من خلال حكومة محدودة، وكان ملتزمًا بالانضباط المالي. في عام 2011 وفي الترتيب التاريخي لرؤساء الوزراء في مجلة ماكلين جاء لوريير في المرتبة الأولى.
يحمل لوريير، أول رئيس وزراء ناطق بالفرنسية في كندا، عددًا من الأرقام القياسية. تعادل مع السير جون ماكدونالد في الفوز بالانتخابات الفيدرالية المتوالية (أربعة)، وبقيت فترة حكمه التي تبلغ 15 عامًا أطول فترة ولاية دون انقطاع بين رؤساء الوزراء. بالإضافة إلى ذلك، فإن فترة خدمته التي دامت 45 سنة (1874-1919) في مجلس العموم هي رقم قياسي لذلك المجلس. عمل لوريير كزعيم لحزب سياسي كندي كبير لفترة طويلة تصل إلى 31 عامًا و8 أشهر، متجاوزًا وليام ليون ماكنزي كينغ بأكثر من عامين. إلى جانب كينغ، تمتع أيضًا بميزة العمل بصفته رئيس الوزراء في عهد ثلاثة ملوك كنديين. وأخيرًا، يأتي في المرتبة الرابعة بأطول فترة خدمة كرئيس وزراء في كندا، خلف كينغ، وماكدونالد، وبيير ترودو. عُرِضت صورة لوريير على ورقة نقدية كندية من فئة خمسة دولار كندي منذ عام 1972.

## القيادة
اختير كزعيم للحزب الليبرالي الفدرالي في عام 1887، وبنى تدريجيًا قوة حزبه من خلال متابعته الشخصية في كل من كيبيك وأماكن أخرى في كندا. قاد الحزب الليبرالي إلى الفوز في انتخابات عام 1896، وخاض خمسة انتخابات فدرالية أخرى، وظل رئيسًا للوزراء حتى هزيمة الحزب الليبرالي من قبل الحزب المحافظ في انتخابات عام 1911.

### معقل كيبيك
بحلول عام 1909، كان لوريير قادرًا على بناء قاعدة الحزب الليبرالي في كيبيك، التي بقيت معقلًا محافظًا لعقود بسبب المحافظة الاجتماعية في الإقليم، وتأثير الكنيسة الرومانية الكاثوليكية، والتي ارتابت من معاداة الليبراليين لرجال الدين. ساعد في دعم الحزب الليبرالي العزلة المتنامية للكنديين الفرنسيين من حزب المحافظين بسبب ارتباطاته مع حزب رجال الأورانج المناهضين لفرنسا وللكاثوليكية في كندا الإنجليزية. هذه العوامل، مقترنة بانهيار حزب المحافظين في كيبيك، أعطت لوريير فرصة لبناء معقل في كندا الفرنسية وبين الكاثوليك في جميع أنحاء كندا.
حذر القساوسة الكاثوليك في كيبيك مرارًا أبناء أبرشياتهم من التصويت لصالح الليبراليين. كان شعارهم (السماء زرقاء/الحزب المحافظ، الجحيم أحمر/الحزب الليبرالي).

## وصلات خارجية
- ويلفريد لوريير على موقع الموسوعة البريطانية (الإنجليزية)
- ويلفريد لوريير على موقع إن إن دي بي (الإنجليزية)

- أعمال أو نبذة عن ويلفريد لوريير على أرشيف الإنترنت